# Brodziszów

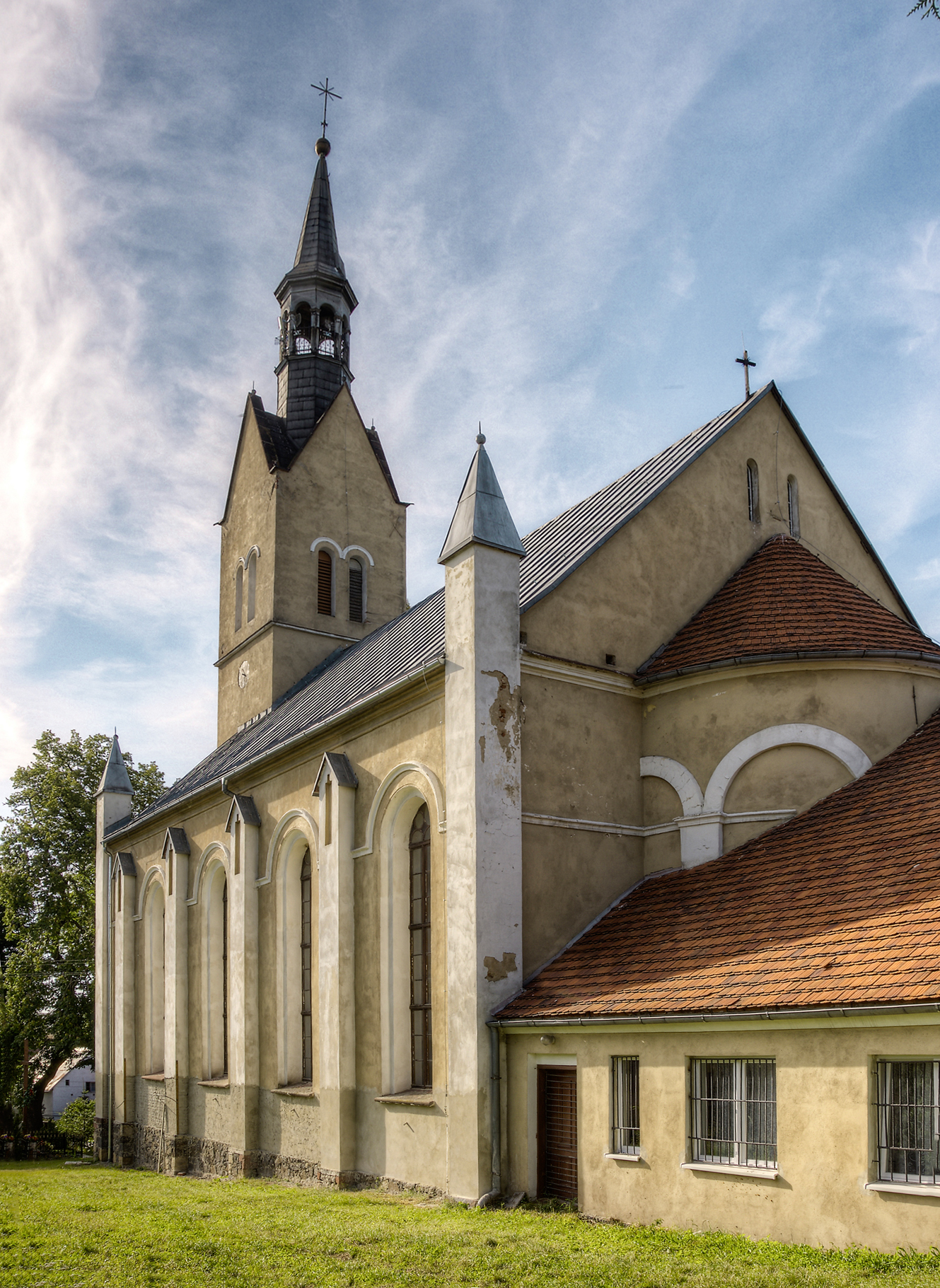
Kościół parafialny

Brodziszów (niem. Dittmannsdorf) – wieś w Polsce położona w województwie dolnośląskim, w powiecie ząbkowickim, w gminie Ząbkowice Śląskie.
W latach 1945–1946 wieś należała i była siedzibą gminy Brodziszów, po jej likwidacji w gminie Zwrócona, po reformie administracyjnej w latach 1954-1959 wieś należała i była siedzibą władz gromady Brodziszów, po jej zniesieniu w gromadzie Zwrócona. W latach 1975–1998 miejscowość administracyjnie należała do województwa wałbrzyskiego.
Od roku 1373 do XVI w. właścicielem części wsi byli Haugwitzowie.
Do wojewódzkiego rejestru zabytków wpisane są:
- kościół parafialny pw. Matki Bożej Królowej Polski, z lat 1865-1868
- zespół pałacowy, z XIX w.
  - pałac
  - park i otoczenie

Szlaki turystyczne
- Zielony:  Przełęcz Srebrna - Mikołajów - Brzeźnica - Grochowiec - Tarnów - Ząbkowice Śląskie - Zwrócona - Brodziszów - Skrzyżowanie pod Grzybowcem - Tatarski Okop - Gilów - Zamkowa Góra - Słupice - Przełęcz Słupicka - Przełęcz Tąpadła - Biała - Strzelce